# Torreón de los Pastores
Torreón de los Pastores är en ort i Mexiko.   Den ligger i kommunen Fresnillo och delstaten Zacatecas, i den centrala delen av landet, 600 km nordväst om huvudstaden Mexico City. Torreón de los Pastores ligger 2 072 meter över havet och antalet invånare är 296.
Terrängen runt Torreón de los Pastores är platt åt sydost, men åt nordväst är den kuperad. Runt Torreón de los Pastores är det ganska glesbefolkat, med 38 invånare per kvadratkilometer. Närmaste större samhälle är Colonia Plenitud, 3,3 km nordost om Torreón de los Pastores. Trakten runt Torreón de los Pastores består till största delen av jordbruksmark.